# Viola tomentosa
Viola tomentosa M.S.Baker & J.C.Clausen – gatunek roślin z rodziny fiołkowatych (Violaceae). Występuje endemicznie w Stanach Zjednoczonych – w Kalifornii. W całym swym zasięgu jest gatunkiem narażonym.

## Morfologia
PokrójBylina dorastająca do 7–10 cm wysokości. Pędy w liczbie od jednego do trzech (sporadycznie do pięciu), podnoszą się, są płożące lub wyprostowane, ulistnione, gęsto biało omszone, wyrastają z kłączy.
LiścieLiście odziomkowe w liczbie od jednego do sześciu, ich blaszka liściowa ma kształt od mniej więcej lancetowatego do eliptycznego, mierzy 1,5–5 cm długości oraz 1,4–2,1 cm szerokości, jest zazwyczaj całobrzega (sporadycznie karbowana na brzegu), ma zbiegającą po ogonku, zwykle skośną nasadę i wierzchołek od ostrego do zwykle tępego lub nagle zaostrzonego, jej górna powierzchnia jest gęsto biało omszona, natomiast od spodu pokryta jest szorstkimi włoskami, ogonek liściowy jest gęsto biało omszony i osiąga 2–6 cm długości, przylistki są od równowąskich do szeroko owalnie podługowatych, całobrzegie, czasami z rozproszonymi włoskami gruczołowymi, o wierzchołku od ostrego do tępego. Liście łodygowe są podobnej wielkości co odziomkowe, lecz mierzą 1,8–4 cm długości oraz 0,6–1,1 cm szerokości, mają krótsze ogonki liściowe (1,5–3,5 cm długości), a przylistki mają owalny, lancetowaty lub podługowaty, są całobrzegie lub ząbkowane na brzegu, gęsto orzęsione z białymi włoskami.
KwiatyPojedyncze, osadzone na gęsto biało omszonych szypułkach o długości 1–4 cm, wyrastających z kątów pędów. Mają działki kielicha o lancetowatym kształcie. Płatki mają ciemno cytrynowożółtą barwę na obu powierzchniach, dwa płatki górne są często brązowawopurpurowe od zewnętrznej strony, trzy płatki dolne mają ciemnobrązowopurpurowe lub brązowawopurpurowe żyłki, dwa boczne są brodate, najniższy płatek mierzy 6–11 mm długości, posiada garbatą ostrogę o długości 0,5–1,5 mm i żółtej barwie. Główka słupka jest brodata.
OwoceGęsto biało omszone torebki mierzące 4–5 mm średnicy, o mniej więcej kulistym kształcie. Nasiona mają brązową barwę z jasnobrązowymi przebarwieniami, osiągają 2,5–2,8 mm długości.

## Biologia i ekologia
Rośnie na terenach suchych, na żwirowym podłożu, w lasach sosnowych (głównie w towarzystwie sosny żółtej, sosny wydmowej czy sosny Jeffreya). Występuje na wysokości od 200 do 2000 m n.p.m. Kwitnie od marca do maja. Kwiaty są chasmogamiczne, w przeciwieństwie do innych fiołków rosnących w jego zasięgu występowania.
Liczba chromosomów 2n = 12. 